# Спінове скло
Спі́нове скло́ (англ. Spin glass) — розбавлені магнітні сплави, такі як CuMn, AgMn або AuFe. Тобто немагнітні матеріали з включенням магнітних домішок з відносною концентрацією магнітних іонів від 10-3 до 10−1. Між магнітними іонами існує дальнодіюча РККІ-обмінна взаємодія за допомогою електронів провідності. Експериментально вивчаються з 1960-х років. Одну з перших важливих публікацій часто цитують: Cannella, Mydosh, 1972.
Спінове скло розглядаються як стан магнітної невпорядкованої системи з випадковим розподілом спін-спінових взаємодій. У системі відсутній дальній порядок, причому безлад в системі заморожений, тобто не змінюється з часом. Енергія обмінних взаємодій осцилює, змінюючи знак, залежно від відстані між атомами, тому в спіновому склі конкурують феромагнітні і антиферомагнітні взаємодії, розподілені випадковим (але постійним у часі) чином завдяки випадковому розташуванню магнітних атомів.

## Властивості
Спінове скло відрізняються від інших магнетиків рядом властивостей:
- Залежність магнітної сприйнятливості від температури переживає різкий злам (англ. cusp) при критичному значенні температури {\displaystyle T_{c}} (температура Кюрі), {\displaystyle T_{c}} зростає зі збільшенням концентрації магнітних домішок і зменшується зі збільшенням частоти прикладеного магнітного поля (зниження критичної температури спостерігається навіть для дуже повільної зміни магнітного поля, аж до хвилин). Саме магнітне поле розмиває злам. Така поведінка свідчить про те, що рівновага в спіновому склі встановлюється повільно;
- Спінове скло демонструє магнітну в'язкість, тобто залежність магнітного моменту від часу при температурах нижче {\displaystyle T_{c}};
- Магнітна частина теплоємності залежить від температури лінійно в області низьких температур, а в точці {\displaystyle T_{c}} спостерігається плавний максимум теплоємності. Це говорить про сильне виродження основного стану спінового скла.